# Danny Webb
Daniel Webb (Royal Tunbridge Wells, 22 marzo 1991) è un pilota motociclistico britannico.

## Carriera
Esordisce nella classe 125 del motomondiale nel 2007 con la Honda RS 125 R del team De Graaf Grand Prix; il compagno di squadra è Joey Litjens. Ottiene come miglior risultato un tredicesimo posto in Giappone e termina la stagione al 26º posto con 3 punti.
Nel 2008 resta nel team Degraaf Grand Prix ma passa alla guida di una Aprilia RS 125 R, i compagni di squadra sono: Stevie Bonsey e Hugo van den Berg. Ottiene come miglior risultato un quinto posto in Portogallo e termina la stagione al 19º posto con 35 punti. In questa stagione è costretto a saltare i GP di Olanda e Australia per infortuni. Nel 2009 viene confermato nel team, questa volta avendo come compagno di squadra Randy Krummenacher. Ottiene come miglior risultato due ottavi posti (Spagna e Germania) e termina la stagione al 18º posto con 37 punti. In questa stagione è costretto a saltare il GP della Comunità Valenciana a causa della frattura del quinto metatarso del piede destro rimediata nelle qualifiche del GP.
Nel 2010 corre con un'Aprilia del team Andalucia Cajasol; il compagno di squadra è Alberto Moncayo. Ottiene come miglior risultato un sesto posto a Indianapolis e termina la stagione al 10º posto con 93 punti.
Nel 2011 passa al team Mahindra Racing, con compagno di squadra Marcel Schrötter. Ottiene una pole position al GP della Comunità Valenciana e un decimo posto in Australia come miglior risultato in gara e termina la stagione al 19º posto con 24 punti. In questa stagione è costretto a saltare il Gran Premio di Indianapolis per infortunio. Nel 2012 rimane nello stesso team nella classe Moto3. In questa stagione, dove non ottiene punti, è costretto a saltare i Gran Premi di Indianapolis e Repubblica Ceca a causa della frattura dello scafoide della mano destra rimediata nelle qualifiche del GP di Indianapolis.
Nel 2013 passa al team Ambrogio Racing, che gli affida una Suter MMX3; il compagno di squadra è Brad Binder. Viene liquidato dopo il Gran Premio di Germania. In questa stagione è costretto a saltare il Gran Premio di Francia per una frattura al piede destro rimediata nelle qualifiche del GP e il Gran Premio di Germania a causa della frattura del radio destro rimediata nel precedente GP d'Olanda. Nello stesso anno debutta nel campionato mondiale Supersport, sulla Honda CBR600RR del team PTR. Nel motomondiale ha ottenuto 15 punti, con due undicesimi posti (Qatar e Americhe) come miglior risultato.
Lasciate le competizioni mondiali, corre il Tourist Trophy nelle stagioni 2014, 2015 e 2016. Torna nel motomondiale nel 2016, quando viene chiamato dal team Platinum Bay Real Estate a sostituire Karel Hanika alla guida della Mahindra MGP3O, a partire dal Gran Premio d'Olanda. Dopo sole due gare corse, dal Gran Premio d'Austria viene a sua volta sostituito da Marcos Ramírez.
Nel 2017 ottiene un secondo posto al Bol d'Or, gara del campionato mondiale Endurance in equipaggio con Alessandro Polita e Markus Reiterberger. Nel 2020 è pilota titolare nel mondiale Supersport con la Yamaha YZF-R6 del team WRP Wepol Racing. Conclude la stagione all'undicesimo posto in classifica mondiale conquistando ottanata punti. Nel 2021 disputa la prima parte di campionato con lo stesso team della stagione precedente. Non ottiene punti.
Il 2022 vede Webb impegnato nuovamente nel mondiale Enduranceː Nella stessa stagione prende parte, in sostituzione di Kevin Manfredi alla gara inaugurale del Campionato Italiano Superbike. In sella ad una Suzuki GSX-R1000 ottiene cinque punti che gli consentono di classificarsi ventiduesimo.

## Risultati in gara

### Motomondiale
| 2007 | Classe | Moto  |     |     |    |    |    |    |    |    |     |    |    |    |    |    |    |     |    |    | Punti | Pos. |
| ---- | ------ | ----- | --- | --- | -- | -- | -- | -- | -- | -- | --- | -- | -- | -- | -- | -- | -- | --- | -- | -- | ----- | ---- |
| 2007 | 125    | Honda | Rit | Rit | 23 | 23 | 27 | 21 | 26 | 25 | Rit | 27 | NE | 28 | 30 | 20 | 13 | Rit | 22 | 21 | 3     | 26º  |

| 2008 | Classe | Moto    |   |     |   |     |    |     |    |     |  |     |    |     |    |    |    |    |     |     | Punti | Pos. |
| ---- | ------ | ------- | - | --- | - | --- | -- | --- | -- | --- |  | --- | -- | --- | -- | -- | -- | -- | --- | --- | ----- | ---- |
| 2008 | 125    | Aprilia | 6 | Rit | 5 | Rit | 21 | Rit | 11 | Rit |  | Rit | NE | Rit | 14 | 15 | 10 | NP | Rit | Rit | 35    | 19º  |

| 2009 | Classe | Moto    |   |    |   |     |     |     |     |    |   |     |    |    |    |     |    |     |    |  | Punti | Pos. |
| ---- | ------ | ------- | - | -- | - | --- | --- | --- | --- | -- | - | --- | -- | -- | -- | --- | -- | --- | -- |  | ----- | ---- |
| 2009 | 125    | Aprilia | 9 | 11 | 8 | Rit | Rit | Rit | Rit | NE | 8 | Rit | 16 | 11 | 10 | Rit | 13 | Rit | NP |  | 38,5  | 17º  |

| 2010 | Classe | Moto    |    |     |   |    |    |   |    |   |    |     |   |    |   |   |     |    |   |    | Punti | Pos. |
| ---- | ------ | ------- | -- | --- | - | -- | -- | - | -- | - | -- | --- | - | -- | - | - | --- | -- | - | -- | ----- | ---- |
| 2010 | 125    | Aprilia | 11 | Rit | 9 | 10 | 10 | 7 | 10 | 7 | NE | Rit | 6 | 10 | 9 | 7 | Rit | 10 | 9 | 16 | 93    | 10º  |

| 2011 | Classe | Moto     |    |     |    |     |     |    |    |     |    |    |    |    |    |    |     |    |    |     | Punti | Pos. |
| ---- | ------ | -------- | -- | --- | -- | --- | --- | -- | -- | --- | -- | -- | -- | -- | -- | -- | --- | -- | -- | --- | ----- | ---- |
| 2011 | 125    | Mahindra | 16 | Rit | 16 | Rit | Rit | 11 | 13 | Rit | 14 | NE | 12 | NP | 21 | 15 | Rit | 10 | 13 | Rit | 24    | 19º  |

| 2012 | Classe | Moto     |    |     |     |     |     |     |     |    |    |    |    |  |     |    |    |     |    |     | Punti | Pos. |
| ---- | ------ | -------- | -- | --- | --- | --- | --- | --- | --- | -- | -- | -- | -- |  | --- | -- | -- | --- | -- | --- | ----- | ---- |
| 2012 | Moto3  | Mahindra | 18 | Rit | Rit | Rit | Rit | Rit | Rit | 18 | 20 | NE | NP |  | Rit | 25 | 26 | Rit | NP | Rit | 0     |      |

| 2013 | Classe | Moto        |    |    |    |    |    |    |     |  |    |  |  |  |  |  |  |  |  |  | Punti | Pos. |
| ---- | ------ | ----------- | -- | -- | -- | -- | -- | -- | --- |  | -- |  |  |  |  |  |  |  |  |  | ----- | ---- |
| 2013 | Moto3  | Suter Honda | 11 | 11 | 13 | NP | 17 | 14 | Rit |  | NE |  |  |  |  |  |  |  |  |  | 15    | 20º  |

| 2016 | Classe | Moto     |  |  |  |  |  |  |  |    |    |  |  |  |  |  |  |  |  |  | Punti | Pos. |
| ---- | ------ | -------- |  |  |  |  |  |  |  | -- | -- |  |  |  |  |  |  |  |  |  | ----- | ---- |
| 2016 | Moto3  | Mahindra |  |  |  |  |  |  |  | 22 | 22 |  |  |  |  |  |  |  |  |  | 0     |      |

| Legenda | 1º posto        | 2º posto            | 3º posto            | A punti      | Senza punti        | Grassetto – Pole position Corsivo – Giro più veloce |
| Legenda | Gara non valida | Non qual./Non part. | Ritirato/Non class. | Squalificato | '-' Dato non disp. | Grassetto – Pole position Corsivo – Giro più veloce |

### Campionato mondiale Supersport
| 2013 | Moto  |  |  |  |  |  |  |  |  |  |    |    |    |    |  |  |  |  |  |  |  |  |  |  |  | Punti | Pos. |
| ---- | ----- |  |  |  |  |  |  |  |  |  | -- | -- | -- | -- |  |  |  |  |  |  |  |  |  |  |  | ----- | ---- |
| 2013 | Honda |  |  |  |  |  |  |  |  |  | 23 | 18 | 17 | 11 |  |  |  |  |  |  |  |  |  |  |  | 5     | 26º  |

| 2020 | Moto   |    |    |    |    |    |   |   |   |    |    |   |    |   |    |    |  |  |  |  |  |  |  |  |  | Punti | Pos. |
| ---- | ------ | -- | -- | -- | -- | -- | - | - | - | -- | -- | - | -- | - | -- | -- |  |  |  |  |  |  |  |  |  | ----- | ---- |
| 2020 | Yamaha | 10 | 12 | 11 | 11 | 22 | 9 | 9 | 8 | 10 | 18 | 9 | 10 | 8 | 11 | 10 |  |  |  |  |  |  |  |  |  | 80    | 11º  |

| 2021 | Moto   |    |    |     |     |     |     |     |     |     |    |  |  |  |  |  |  |  |  |  |  |  |  |  |  | Punti | Pos. |
| ---- | ------ | -- | -- | --- | --- | --- | --- | --- | --- | --- | -- |  |  |  |  |  |  |  |  |  |  |  |  |  |  | ----- | ---- |
| 2021 | Yamaha | NP | NP | Inf | Inf | Inf | Inf | Rit | Rit | Rit | 20 |  |  |  |  |  |  |  |  |  |  |  |  |  |  | 0     |      |

| Legenda | 1º posto        | 2º posto            | 3º posto           | A punti      | Senza punti        | Grassetto – Pole position Corsivo – Giro più veloce |
| Legenda | Gara non valida | Non qual./Non part. | Ritirato/Non class | Squalificato | '-' Dato non disp. | Grassetto – Pole position Corsivo – Giro più veloce |